# Consonne spirante latérale alvéolaire vélarisée voisée
 (juin 2019).
Si vous disposez d'ouvrages ou d'articles de référence ou si vous connaissez des sites web de qualité traitant du thème abordé ici, merci de compléter l'article en donnant les références utiles à sa vérifiabilité et en les liant à la section « Notes et références ».
La consonne spirante latérale alvéolaire vélarisée voisée est un son consonantique présent dans certaines langues, également connu sous diverses appellations « impressionnistes » variables selon les langues considérées : l sombre, l gras, l dur.  Le symbole le transcrivant dans l'alphabet phonétique international est [lˠ] (ou lˤ lorsque pharyngalisé).
Dans certains cas, cette consonne est pharyngalisée plutôt que vélarisée ; il est cependant courant d'employer le même signe dans les transcriptions phonétiques larges (c'est-à-dire qui entrent peu dans le détail de l'articulation des phones).
Dans les langues qui la connaissent, cette consonne est souvent un allophone de la consonne spirante latérale alvéolaire voisée [l]. Cependant, d'autres langues l'emploient comme phonème à part entière, et peuvent l'opposer à d'autres types de consonnes latérales.
La spirante latérale alvéolaire vélarisée voisée est très susceptible de se vocaliser en [u], [w] ou d'autres sons proches : le phénomène se retrouve dans l'évolution de nombreuses langues, dont le français.

## Caractéristiques
Voici les caractéristiques de la consonne spirante latérale alvéolaire voisée.
- Son mode d'articulation est spirant, ce qui signifie qu'elle est produite en amenant un point d'articulation près d'un autre, sans toutefois créer une turbulence dans le courant d'air.
- Son point d’articulation est alvéolaire, ce qui signifie qu'elle est articulée avec soit la pointe (apical) soit la lame (laminal) de la langue contre la crête alvéolaire. Elle possède simultanément une articulation secondaire vélarisée, c'est-à-dire que la partie postérieure de la langue se rapproche du voile du palais. Lorsqu'il s'agit d'une variante pharyngalisée, l'articulation secondaire consiste en une constriction au niveau du pharynx.
- Sa phonation est voisée, ce qui signifie que les cordes vocales vibrent lors de l’articulation.
- C'est une consonne orale, ce qui signifie que l'air ne s’échappe que par la bouche.
- C'est une consonne latérale, ce qui signifie qu’elle est produite en laissant l'air passer sur les deux côtés de la langue, plutôt que dans le milieu.
- Son mécanisme de courant d'air est égressif pulmonaire, ce qui signifie qu'elle est articulée en poussant l'air par les poumons et à travers le chenal vocatoire, plutôt que par la glotte ou la bouche.

## En français
Le français moderne ne possède pas le [ɫ].
Cependant, ce son a existé en ancien français, en tant qu'allophone de [l] devant consonne, avant de se vocaliser en [u̯] en formant une diphtongue ou triphtongue avec la voyelle précédente. Plus tard dans l'évolution de la langue, ces diphtongues ou triphtongues ont été réduites à des voyelles simples par monophtongaison ou à des séquences semi-voyelle + voyelle, et l'orthographe conserve la trace de la prononciation ancienne :
- latin alba > ancien français albe puis aube > français moderne aube
- latin bellōs > ancien français bels puis beaus / biaus > français moderne beaux
- latin melius > ancien français mielz puis mieuz > français moderne mieux
- latin dulcem > ancien français dolz puis douz > français moderne doux
- latin capillōs > ancien français chevels puis cheveus > français moderne cheveux
- latin palōs > ancien français pels puis pieus > français moderne pieux

Ce phénomène est à l'origine de nombreux pluriels en x dans l'orthographe du français moderne : en ancien français, la combinaison -us en fin de mot, très fréquente du fait de cette vocalisation, pouvait être abrégée en -x (ainsi chevaus pouvait s'écrire chevax), et l'orthographe moderne procède d'une contamination entre ces deux graphies.
En moyen français, il était fréquent que le l d'origine soit réécrit après le u qui procédait de sa vocalisation : on pouvait ainsi écrire sault pour saut, chevaulx pour chevaux. Ce type de graphie persiste aujourd'hui dans certains noms propres (Arnault) et dans quelques mots isolés comme pouls, aulx (pluriel d'ail), aulne, moult. Le l est parfois réintroduit dans la prononciation par hypercorrection, sous l'influence de l'orthographe.

## Autres langues
- L'anglais fait usage du [ɫ] dit « l sombre » (dark l) comme allophone de la consonne non vélarisée correspondante l dite « l clair » (clear l). La distribution de ces deux sons varie selon les usages de l'anglais. Dans la Received Pronunciation, ils sont en distribution complémentaire : le [l] s'emploie devant voyelle, le [ɫ] dans les autres positions (y compris celle de consonne syllabique). En anglais américain et écossais, le dark l s'emploie dans toutes les positions.

- Le latin classique connaissait également le [ɫ] dit « l gras » (l pinguis) comme allophone de [l] dit « l mince » (l exilis).

- [ɫ] est également un allophone de [l] en portugais européen. En portugais brésilien, il s'est vocalisé en [u̯] en fin de syllabe.

- Dans d'autres langues, [ɫ] et [l] sont des phonèmes distincts et peuvent servir à différencier des mots. C'est par exemple le cas en albanais où [ɫ] s'écrit ll tandis que [l] s'écrit l.
- En catalan, la lettre L se prononce [ɫ]. En espagnol, cette prononciation du L est d'ailleurs un trait de l'accent catalan.

- Le polonais connaissait historiquement un contraste entre [ɫ] et [l], écrits respectivement ł et l. En polonais moderne, le [ɫ] s'est aujourd'hui vocalisé en [w]. Cependant, l'ancienne prononciation est toujours utilisée dans l'est de la Pologne et parmi la minorité polonaise en Lituanie, en Biélorussie et en Ukraine.

- En russe, le [ɫ] est appelé « l dur » (л) et contraste avec un l palatalisé [lʲ] dit « l mou » (л devant e, ë, и, ь, ю ou я).

- l'arabe possède le [ɫ], plus précisément [lˤ], pour la lettre lām ل  seulement dans le mot ‹ اللَّٰه › Aḷḷah (« Dieu ») ou les mots dérivés[1].